# Cala sa Cova
La cala sa Cova és una petita platja en una zona urbanitzada del municipi de Castell d'Aro, Platja d'Aro i s'Agaró (Baix Empordà), situada entre la cala Rovira, al sud, i la cala del Pi, al nord, en un tram de roquissar amb moltes cales petites, entre les poblacions de Platja d'Aro i Sant Antoni de Calonge. Està rodejada de pins i penya-segats, que li confereixen una imatge de badia en miniatura. Orientada a l'est-sud-est, té una longitud de 38 m i una amplada mitjana de 12 m, formada per sorra mitjana i gruixuda, amb un lleuger pendent a l'entrada al mar. El fons és sorrenc al principi, però de seguida es torna rocós. Sobre la sorra hi ha petites embarcacions avarades. S'hi accedeix per unes escales que baixen des del camí de ronda. No disposa de serveis.